# Al-Shabab (Bahrein)
Al-Shaba is een Bahreinse voetbalclub. De club heeft Bahrein King's Cup gewonnen in 2004 en speelt anno 2020 in Bahreinse Second Division.

## Erelijst
- Bahrein King's Cup : 2004 (1x)

Al-Ahli · Al Hala · Al-Hidd · Al-Shabab · Al-Muharraq · Al-Najma · Al-Riffa SC · Busaiteen · East Riffa · Manama